# Listă de filme britanice din 1924
Aceasta este o listă de filme britanice din 1924:

## Lista
| 1924                               |                      |                                             |                |                                        |
| The Alley of Golden Hearts         | Bertram Phillips     | Queenie Thomas, John Stuart                 | Drama          |                                        |
| Chappy - That's All                | Thomas Bentley       | Lewis Gilbert, Gertrude McCoy               | Drama          |                                        |
| Claude Duval                       | George A. Cooper     | Nigel Barrie, Fay Compton                   | Adventure      |                                        |
| The Colleen Bawn                   | W. P. Kellino        | Henry Victor, Colette Brettel, Stewart Rome | Drama          |                                        |
| The Conspirators                   | Sinclair Hill        | Betty Faire, David Hawthorne                | Crime          |                                        |
| The Cost of Beauty                 | Walter Summers       | Betty Ross Clarke, Lewis Dayton             | Romance        |                                        |
| Decameron Nights                   | Herbert Wilcox       | Lionel Barrymore, Ivy Duke, Werner Krauss   | Drama          |                                        |
| The Diamond Man                    | Arthur Rooke         | Arthur Wontner, Mary Odette                 | Crime          |                                        |
| The Eleventh Commandment           | George A. Cooper     | Fay Compton, Stewart Rome                   | Crime          |                                        |
| Eugene Aram                        | Arthur Rooke         | Arthur Wontner, Mary Odette                 | Drama          |                                        |
| The Flying Fifty-Five              | A. E. Coleby         | Lionelle Howard, Frank Perfitt              | Sports         |                                        |
| A Gamble in Lives                  | George Ridgwell      | Malvina Longfellow, Norman McKinnel         | Drama          |                                        |
| The Gay Corinthian                 | Arthur Rooke         | Victor McLaglen, Betty Faire                | Sport          |                                        |
| The Great Prince Shan              | Guy Newall           | Sessue Hayakawa, Ivy Duke                   | Drama          |                                        |
| The Great Turf Mystery             | Walter West          | Violet Hopson, James Knight                 | Sport          |                                        |
| The Great Well                     | Henry Kolker         | Thurston Hall, Seena Owen                   | Drama          |                                        |
| The Happy Prisoner                 | Hugh Croise          | Ben Field, James Knight                     | Comedy         | [ 1 ]                                  |
| Henry, King of Navarre             | Maurice Elvey        | Matheson Lang, Gladys Jennings              | Historical     |                                        |
| Her Redemption                     | Bertram Phillips     | Queenie Thomas, John Stuart                 | Crime          |                                        |
| His Grace Gives Notice             | W. P. Kellino        | Nora Swinburne, Henry Victor                | Comedy         |                                        |
| Human Desires                      | Burton George        | Marjorie Daw, Clive Brook                   | Romance        |                                        |
| Hurricane Hutch in Many Adventures | Charles Hutchison    | Charles Hutchison, Warwick Ward             | Action         |                                        |
| Lily of the Alley                  | Henry Edwards        | Henry Edwards, Chrissie White               | Drama          |                                        |
| Love and Hate                      | Thomas Bentley       | George Foley, Frank Perfitt                 | Comedy         |                                        |
| The Love Story of Aliette Brunton  | Maurice Elvey        | Isobel Elsom, Henry Victor                  | Romance        |                                        |
| Lovers in Araby                    | Adrian Brunel        | Annette Benson, Miles Mander                | Adventure      |                                        |
| The Mating of Marcus               | W. P. Kellino        | David Hawthorne, George Bellamy             | Romance        |                                        |
| Miriam Rozella                     | Sidney Morgan        | Moyna MacGill, Owen Nares                   | Drama          |                                        |
| The Money Habit                    | Walter Niebuhr       | Clive Brook, Annette Benson                 | Crime          |                                        |
| Moonbeam Magic                     | Felix Orman          | Roy Travers, Mabel Poulton                  | Fantasy        |                                        |
| Nets of Destiny                    | Arthur Rooke         | Stewart Rome, Mary Odette, Gertrude McCoy   | Drama          |                                        |
| Not for Sale                       | W. P. Kellino        | Mary Odette, Ian Hunter                     | Comedy         |                                        |
| The Notorious Mrs. Carrick         | George Ridgwell      | Cameron Carr, Gordon Hopkirk                | Crime          |                                        |
| Old Bill Through the Ages          | Thomas Bentley       | Syd Walker, Arthur Cleave                   | Comedy/fantasy |                                        |
| Ordeal by Golf                     | Andrew P. Wilson     | Harry Beasley, Moore Marriott               | Comedy         |                                        |
| Owd Bob                            | Henry Edwards        | Ralph Forbes, James Carew                   | Drama          |                                        |
| The Passionate Adventure           | Graham Cutts         | Clive Brook, Alice Joyce                    | Drama          | First Gainsborough Pictures production |
| The Prehistoric Man                | A. E. Coleby         | George Robey, Johnny Butt                   | Comedy         |                                        |
| The Prude's Fall                   | Graham Cutts         | Jane Novak, Julanne Johnston                | Drama          |                                        |
| Réveille                           | George Pearson       | Betty Balfour, Stewart Rome                 | War            |                                        |
| Sally Bishop                       | Maurice Elvey        | Marie Doro, Henry Ainley                    | Romance        |                                        |
| The Scarlet Woman                  | Terence Greenidge    | Elsa Lanchester, Evelyn Waugh               | Comedy         | Written by Evelyn Waugh.               |
| Sen Yan's Devotion                 | A.E. Coleby          | Sessue Hayakawa, Tsuru Aoki                 | Drama          |                                        |
| Shadow of Egypt                    | Sidney Morgan        | Carlyle Blackwell, Alma Taylor              | Adventure      |                                        |
| The Sins Ye Do                     | Fred LeRoy Granville | Joan Lockton, Henry Victor                  | Romance        |                                        |
| Slaves of Destiny                  | Maurice Elvey        | Matheson Lang, Valia                        | Drama          |                                        |
| Southern Love                      | Herbert Wilcox       | Betty Blythe, Herbert Langley               | Drama          |                                        |
| The Stirrup Cup Sensation          | Walter West          | Violet Hopson, Stewart Rome                 | Sport          |                                        |
| Straws in the Wind                 | Bertram Phillips     | Betty Ross Clarke, Queenie Thomas           | Drama          |                                        |
| Tons of Money                      | Frank Hall Crane     | Leslie Henson, Flora le Breton              | Comedy         |                                        |
| The Unwanted                       | Walter Summers       | C. Aubrey Smith, Lillian Hall-Davis         | Drama          |                                        |
| Wanted, a Boy                      | Thomas Bentley       | Sydney Fairbrother, Lionelle Howard         | Comedy         |                                        |
| What the Butler Saw                | George Dewhurst      | Irene Rich, Guy Newall                      | Comedy         |                                        |
| White Slippers                     | Sinclair Hill        | Matheson Lang, Joan Lockton                 | Adventure      |                                        |
| Who Is the Man?                    | Walter Summers       | John Gielgud, Isobel Elsom                  | Drama          |                                        |
| The Wine of Life                   | Arthur Rooke         | Betty Carter, Clive Brook                   | Drama          |                                        |
| Women and Diamonds                 | F. Martin Thornton   | Victor McLaglen, Madge Stuart               | Crime          |                                        |
| The World of Wonderful Reality     | Henry Edwards        | Henry Edwards, Chrissie White               | Romance        |                                        |
| Young Lochinvar                    | W. P. Kellino        | Owen Nares, Gladys Jennings                 | Drama          |                                        |